# Arthur Rubin
Arthur Rubin (16 giugno 1926 – Great Neck, 22 luglio 2023) è stato un produttore teatrale e attore statunitense, vincitore di un Tony Award e un Drama Desk Award.

## Biografia
Fece il suo esordio professionale sulle scene nel 1950 al Radio City Music Hall e l'anno dopo debuttò a Broadway nella rivista Two on the Aisle con Dolores Gray. Avrebbe recitato regolarmente a Broadway fino ai primi anni 1960, apparendo anche negli allestimenti originali di musical quali The Most Happy Fella e West Side Story. Tornò occasionalmente ad apparire sulle scene, come nel concerto del musical Follies all'Avery Fisher Hall (1985) e in The Most Happy Fella alla New York City Opera (1991).
Tra il 1981 e il 1990 produsse oltre una dozzina di musical a Broadway, nonché concerti di Shirley Bassey, Freddie Jackson, Marlene Dietrich e Barry Manilow. Particolarmente apprezzati furono i suoi allestimenti de La Tragédie de Carmen al Lincoln Center, premiato con un Drama Desk Award nel 1984, e di Sweet Charity, che gli valse il Tony Award al miglior revival di un musical nel 1986. Nei cinque anni seguenti sarebbe stato candidato al Tony Award in altre due occasioni: nel 1989 per Cafe Crown e nel 1991 per Peter Pan. Nel 1993 prestò la voce a Cary Elwes nelle parti cantate di Robin Hood - Un uomo in calzamaglia.
Padre di quattro figli, è morto nel 2023 all'età di 97 anni.

## Filmografia (parziale)

### Cinema
- Per favore, non toccate le vecchiette (The Producers), regia di Mel Brooks (1968)
- Dall'altro lato della strada (Crossing Delancey), regia di Joan Micklin Silver (1988)

### Televisione
- The Patty Duke Show - serie TV, episodi 1x32, 2x25 (1963-1965)
- Great Performances - serie TV, episodio 14x10 (1985)